# Vladek Lacina
Vladek Lacina   (Praga, 25 de juny de 1949) és un remer txec, ja retirat, que va competir sota bandera de Txecoslovàquia durant les dècades de 1970 i 1980.
El 1972 va prendre part en els Jocs Olímpics d'Estiu de Múnic, on fou sisè en la competició del doble scull del programa de rem. Quatre anys més tard, als Jocs de Mont-real, guanyà la medalla de bronze en la competició del quàdruple scull. Formà equip amb Jaroslav Hellebrand, Zdenek Pecka i Vaclav Vochoska. La tercera, i darrera, participació en uns Jocs fou el 1980, a Moscou, on fou quart en la competició del scull individual.
En el seu palmarès també destaca una medalla de bronze als Jocs de l'Amistat que es van disputar el 1984 com a contrapartida al boicot del bloc soviètic als Jocs de Los Angeles de 1984.